# تیاگاراجا

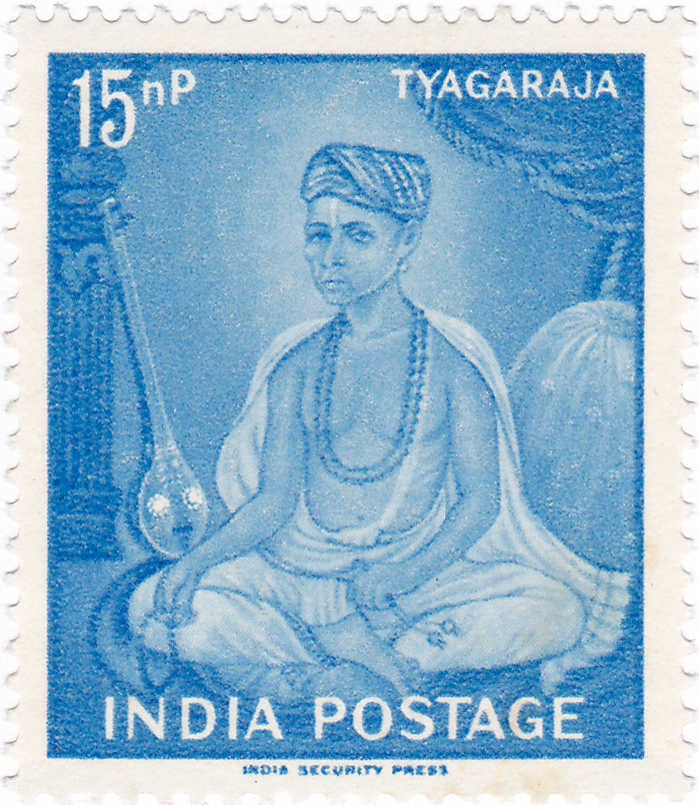

تیاگاراجا تلگویی: కాకర్ల త్యాగబ్రహ్మం)(تامیلی: தியாகராஜ சுவாமிகள்) (می ۴، ۱۷۶۷ – ژانویه ۶، ۱۸۴۷) در محاوره با نام تیاگاراجو(تلگویی: త్యాగరాజు) یا تیاگایا یکی از بزرگ‌ترین آهنگسازان موسیقی‌های کارناتیک یا موسیقی کلاسیک هند بود. او یک آهنگساز پرکار بود و در توسعه موسیقی کلاسیک و سنتی هند بسیار تأثیرگذار بود.